# La carretera
| Оценки критиков | Оценки критиков |
| Источник        | Оценка          |
| --------------- | --------------- |
| Allmusic        | [ 1 ]           |

La carretera (Ла каррете́ра, «Автострада») — студийный альбом испанского певца Хулио Иглесиаса, выпущенный в 1995 году. Год спустя, в 1996 году он был номинирован на номинацию «поп-альбом года» на церемонии Premio Lo Nuestro 1996.

## Список композиций
1. «La Carretera» (Роберто Ливи, Рафаэль Ферро)
2. «Cosas De La Vida» (Ливи, Ферро)
3. «Baila Morena» (Ливи, Ферро)
4. «Derroche» (Мануэль Хименес)
5. «El Ultimo Verano» (Иглесиас, Ливи, Ферро)
6. «Agua Dulce, Agua Salá» (Донато, Эстефано, Хэл Батт)
7. «Sin Excusas Ni Rodeos» (Иглесиас, Донато, Эстефано)
8. «Mal De Amores» (Ливи, Ферро)
9. «Rumbas [Medley]» (M. Монреаль, Дж. Монреаль, Гарсиа де Валь, П. де Лусия, Торрегроса, Дж. М. Кано, Мурильо, Гутьеррес, Фандино, Аркуса, Иглесиас)
10. «Vuela Alto» (Сандра Бигбедер, Мариан Бигбедер, Беатрис Альварес)

## Сертификации и продажи
| Регион | Сертификация  | Продажи    |
| --- | ------------- | ---------- |
| Аргентина (CAPIF) | 3× Платиновый | 180 000^   |
| Франция (SNEP) | Золотой       | 100,000*   |
| Нидерланды (NVPI) | Золотой       | 50 000^    |
| Испания (PROMUSICAE) | 6× Платиновый | 600 000^   |
| Итого |               |            |
| Европа (IFPI) | Платиновый    | 1 000 000* |
| * Данные о продажах приведены только на основе сертификации. ^ Данные о тиражах приведены только на основе сертификации. |               |            |